# Enya (album)
Enya je debutové studiové album irské zpěvačky Enyy. Album vyšlo v roce 1987.

## Seznam skladeb
| Strana A | Strana A              | Strana A |
| Pořadí   | Název                 | Délka    |
| -------- | --------------------- | -------- |
| 1.       | The Celts             | 2:56     |
| 2.       | Aldebaran             | 3:05     |
| 3.       | I Want Tomorrow       | 4:00     |
| 4.       | March of the Celts    | 3:15     |
| 5.       | Deireadh an Tuath     | 1:42     |
| 6.       | The Sun in the Stream | 2:54     |
| 7.       | To Go Beyond (I)      | 1:19     |

| Strana B       | Strana B                   | Strana B |
| Pořadí         | Název                      | Délka    |
| -------------- | -------------------------- | -------- |
| 8.             | Fairytale                  | 3:02     |
| 9.             | Epona                      | 1:35     |
| 10.            | Triad                      | 4:23     |
| 11.            | Portrait (Out of the Blue) | 1:23     |
| 12.            | Boadicea                   | 3:30     |
| 13.            | Bard Dance                 | 1:23     |
| 14.            | Dan y Dwr                  | 1:41     |
| 15.            | To Go Beyond (II)          | 2:58     |
| Celková délka: | Celková délka:             | 39:09    |

## Sestava
- Enya – zpěv, piano
- Arty McGlynn – elektrická kytara
- Liam O'Flynn – irské dudy
- Patrick Halling – housle
- Roma Ryan – zpěv
- Per Sundberg – saxofon